# Capitólio Estadual do Missouri
O Capitólio Estadual do Missouri (em inglês: Missouri State Capitol) é a sede do governo do estado do Missouri. Localizado na capital, Jefferson City, foi incluído no Registro Nacional de Lugares Históricos em 23 de junho de 1969.